# El Royo
El Royo ist ein Ort und eine Gemeinde (municipio) mit nur noch 251 Einwohnern (Stand: 2024) im Norden der Provinz Soria in der Autonomen Gemeinschaft Kastilien-León. Die Gemeinde gehört zur bevölkerungsarmen Serranía Celtibérica. Neben dem Hauptort El Royo gehören die Ortschaften Derroñadas, Hinojosa de la Sierra, Langosto und Vilviestre zur Gemeinde.

## Lage
El Royo liegt in der von Felsen und Hügeln durchsetzten Hochebene (meseta) im Norden der Provinz Soria in einer Höhe von ca. 1070 m. Die Entfernung zur südöstlich gelegenen Provinzhauptstadt Soria beträgt knapp 22 km (Fahrtstrecke). Das Klima ist gemäßigt; Regen (ca. 851 mm/Jahr) fällt überwiegend im Winterhalbjahr.

## Bevölkerungsentwicklung
| Jahr      | 1970 | 1981 | 1991 | 2001 | 2011 | 2021 |
| Einwohner | 503  | 348  | 399  | 322  | 331  | 260  |

Die zunehmende Mechanisierung der Landwirtschaft, die Aufgabe bäuerlicher Kleinbetriebe (Höfesterben) und der daraus resultierende Verlust an Arbeitsplätzen haben in hohem Maße zum deutlichen Rückgang der Bevölkerung beigetragen (Landflucht).

## Sehenswürdigkeiten
- Burgruine von Hinojosa de la Sierra
- Kirche Mariä Himmelfahrt in El Royo
- Kirche Mariä Himmelfahrt in Hinojosa de la Sierra

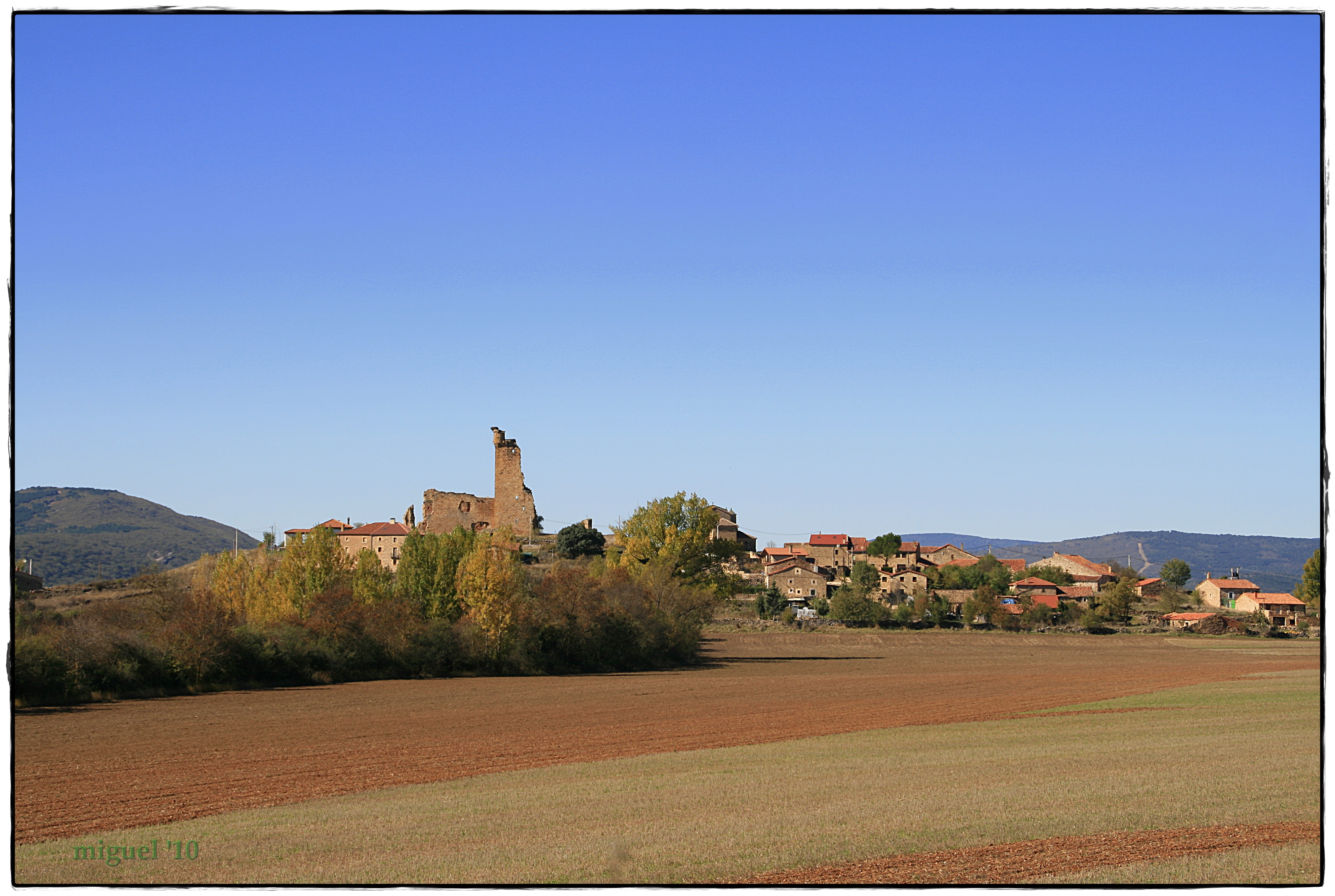
Burgruine
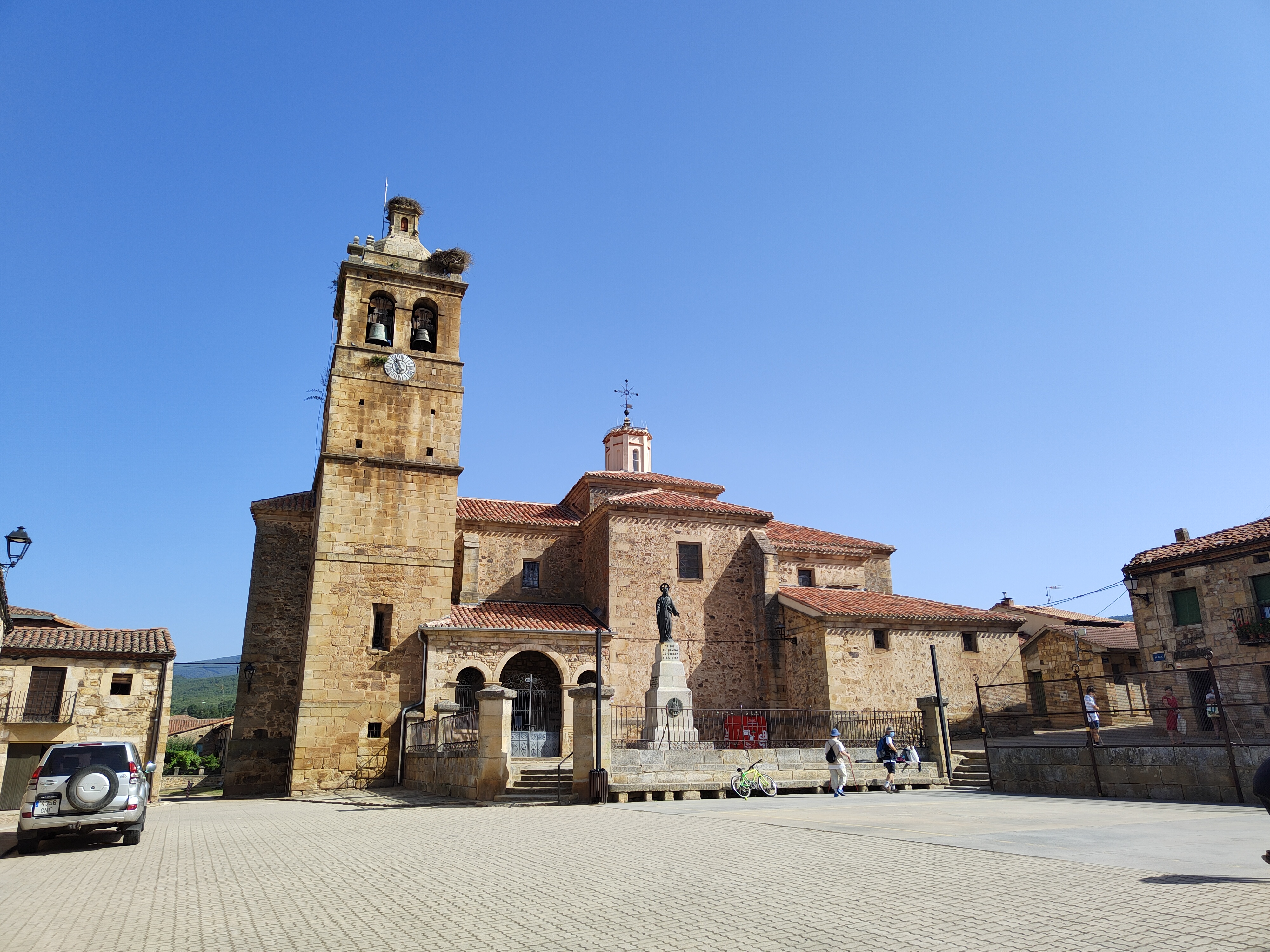
Kirche Mariä Himmelfahrt in El Royo
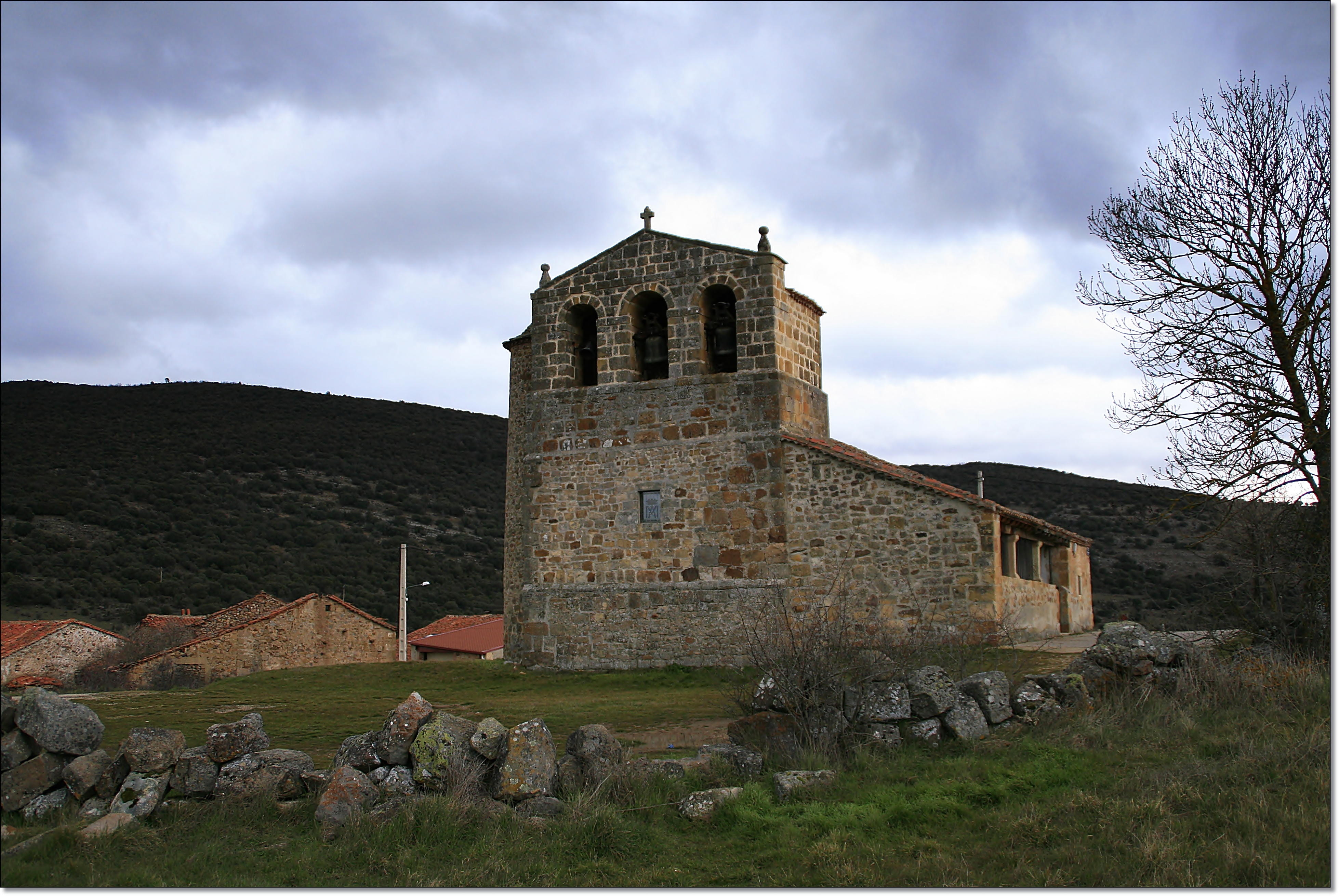
Kirche Mariä Himmelfahrt in Hinojosa de la Sierra